# ハドレー循環

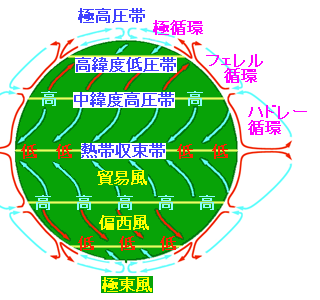
地球の大気循環のモデル

ハドレー循環（ハドレーじゅんかん、英語: Hadley circulation, Hadley cell）とは、赤道付近で上昇した空気が南北に分かれ、緯度30度付近で下降し低空の赤道付近に戻る循環のこと。。

## 概要
1735年にジョージ・ハドレー（George Hadley）は偏西風と貿易風の原因として、赤道付近で暖められた空気は密度が低くなって上昇し、上空を両極に向かって移動し、冷却され密度が高くなって下降し、地表付近を通って赤道に戻るという循環を提案した。地球自転による地表の移動速度の影響により、赤道から極へ向かう空気は地表から見ると西風（偏西風）となり、極から赤道へ向かう空気は東風（貿易風）となる。
実際の空気の流れを観測してみると、赤道付近で空気は確かに上昇しているが、この空気は緯度30度付近で下降してしまう。ただし、その循環の機構はハドレーの提案したものと合致している。現在では、赤道周辺を起点とし低緯度地域を廻る循環のみがハドレー循環と呼ばれている。
ハドレー循環では、
- 上空では、低緯度→中緯度方向に地球自転速度を加味した向きに流れる。
- 地表近くでは上空とは逆（中緯度→低緯度、地球自転に抗う向きに偏る）に流れる。貿易風と呼ばれ北半球では概ね北東の風、南半球では概ね南東の風である。
- 赤道付近には常に強い上昇気流が存在し、これは地表近くでみると低圧部（低気圧）であり雨が多い。
- 緯度30度付近で下降する。これは亜熱帯高圧帯と呼ばれ、熱帯を取り巻く低–中緯度地域の乾燥気候の主要原因となる。

ハドレー循環と同様の機構により、やや弱いながらも緯度60度付近で上昇して極周辺で下降する循環が存在する。これを極循環という。